# Koala
Koala (Phascolarctos cinereus) är ett australiensiskt trädlevande pungdjur och den enda nu levande arten i familjen Phascolarctidae. Den har tidigare kallats pungbjörn och koalabjörn vilket är missvisande eftersom den saknar släktskap med björnar. 
Koalapopulationen minskar, och från år 2022 kategoriseras IUCN arten som utrotningshotad (EN). Organisationer som specifikt arbetar med skyddet av koalan menar att minskningen är så pass stor att den borde kategoriseras som funktionellt utdöd, men det finns även de som motsätter sig detta påstående.

## Utseende
Koalor från de södra och kyligare delarna är större än de nordligare, och hanarna är större än honorna. En typisk koala från Victoria har längre och tjockare päls med mörkare grå färg, ofta med chokladbruna teckningar på ryggen och underarmarna, och har mer framträdande ljus teckning på magen och yviga vita örontofsar. Den typiska vikten är 12 kg för hanar och 8,5 kg för honorna. I det subtropiska Queensland är koalorna mindre (6,5 kg för hanar och 5 kg för honor) och har en korthårigare och ljusare grå päls. Variationen från en typ till en annan är kontinuerlig, och det finns avsevärda skillnader mellan individer i ett visst område.
Tandformeln är I 3/1 C 1/0 P 1/1 M 4/4, alltså 30 tänder.

## Utbredning
Koalor finns längs hela Australiens östkust, från trakten kring Adelaide till Kap Yorkhalvön, och i lämpliga skogar inåt landet så långt som nederbörden tillåter. Koalan utrotades i början av 1900-talet i South Australia, men där har sedan dess djur från Victoria inplanterats. Den vistas i låglänta skogar upp till 600 meter över havet.

## Ekologi
Koalorna lever ensamma och är vanligtvis tystlåtna, men hanen kan under parningstiden utstöta ett nasalt ljud som kan höras på nästan en kilometers håll. Dessutom markerar de sitt revir med körtelvätska för att avskräcka konkurrenter.
Koalor är nästan helt trädlevande. De bygger inte bon utan sover helt enkelt i en trädklyka eller på en gren. De använder sina kraftiga klor som grepp vid klättringen, som oftast är rätt långsam men kan vara snabb vid behov, och de hoppar självsäkert från ett träd till ett annat om de är på lagom avstånd. Längre avstånd färdas de på marken i en långsam men effektiv lunk. Vid hot kan koalor galoppera överraskande snabbt till nästa träd, och skutta upp till säker höjd. Därefter väntar de med tålamodet hos ett djur som regelmässigt sover sin största tid, tills inkräktaren går därifrån.
En koala sover ungefär 20 timmar per dygn. Som jämförelse sover sengångare i genomsnitt 9,5 timmar per dygn.
Honorna är enstöriga och håller sig inom ett visst hemområde som de sällan lämnar. I de bördigare områdena överlappar dessa, men där födan är knappare är de större och är mer exklusiva. Hanarna är inte territoriella, men tål inte varandras närvaro, speciellt inte under parningssäsongen: dominanta individer attackerar underlägsna, och de flesta vuxna hanar har ärr i ansiktet, öronen och underarmarna som resultat av detta. Det genomsnittliga reviret för honor är 1,2 hektar och för hannar 1,7 hektar.

### Föda
Koalor äter nästan enbart blad av olika arter av eukalyptusträd, och ibland vissa exotiska arter som mistelväxter och tristaniaträd (släktet Tristaniopsis), men de föredrar vissa trädarter som varierar mellan olika områden. Av de cirka 350 arterna eukalyptusträd är alla utom 20 giftiga för koalor. De kan även äta skott och bark från dessa träd.
Detta är troligen en evolutionär anpassning till en annars outnyttjad ekologisk nisch, eftersom eukalyptusblad har låg proteinhalt, en hög andel osmältbara substanser, och innehåller terpentinämnen som är giftiga för de flesta djur. I likhet med vombater och sengångare har koalan en låg ämnesomsättning för att vara däggdjur, och vilar orörliga cirka 20 timmar per dygn, sovande omkring 19 timmar. De äter under dygnets alla timmar, men oftast på natten. En genomsnittlig koala äter ett halvt kilo eukalyptusblad per dygn, och tuggar dem till en fin pasta innan den sväljer dem. Levern tar hand om de giftiga substanserna, och tarmarnas nedre del är stor för att utnyttja födans näringsinnehåll maximalt. Mycket av detta sker genom bakteriell jäsning – mödrarna matar vid avvänjningen sina ungar med en speciell mjuk avföring som är rik på dessa bakterier och ger dem på detta vis denna nödvändiga matsmältningshjälp.

### Fortplantning
Honorna blir könsmogna vid två års ålder, och kan vid god hälsa föda en unge varje år i cirka 12 år. De är parningsberedd i ungefär 35 dagar och dräktigheten varar i 25 till 35 dagar. Tvillingar är mycket sällsynta. Vid födseln kravlar den mycket lilla ungen in i den nedåtriktade pungen på moderns mage (som kan stängas med en muskel) och fäster sig vid en av de två spenarna. Ungarna stannar gömda i pungen i cirka 6 månader och lämnar den helt efter 7 månader. De stannar med modern i ytterligare ett halvår, ridande på hennes rygg, och livnär sig på mjölk och blad tills avvänjningen är klar vid cirka 12 månaders ålder. Unga honor avlägsnar sig därefter vanligen till ett eget område i närheten, men unga hanar stannar ofta i moderns område tills de är 2 till 3 år gamla. Beteendet gäller inte alla individer, det finns även dokumentationer om unga honor som levde länge hos modern.
I naturen blir individerna upp till 10 år gamla (i enskilda fall upp till 12 år) men i fångenskap kan de nå 20 år.

## Systematik
Koalan tillhör tillsammans med vombater underordningen Vombatoidea (eller Vombatiformes) i ordningen fåframtandade pungdjur. Koalan är den enda arten i familjen Phascolarctidae.
De äldsta kända fossil, som kan räknas till familjen Phascolarctidae, är cirka 25 miljoner år gamla. De är sällsynta, och består för det mesta bara av benbitar och tänder. För närvarande är tre utdöda släkten kända (Perikoala, Madakoala, Litokoala) som i stort sett liknar den nu levande arten Phascolarctos cinereus.
Tre underarter har beskrivits, men dessa är mer godtyckligt uppdelade, och accepteras generellt inte som giltiga.

## Koalan och människan

### Status och hot
I början av 1900-talet blev koalan nästan utrotad då den jagades hårt, huvudsakligen för pälsens skull. Men skyddsåtgärder var framgångsrika, och antalet individer ökade kraftigt. Grupper blev ibland så stora att man tvingats till skyddsjakt. I isolerade områden med ett stort antal koalor varifrån migration inte är möjlig har man valt att förflytta djuren. Alternativet hade varit att lämna dem att förstöra alla födoträd och sen dö i svält. Vissa kolonier har drabbats hårt av sjukdom, speciellt klamydia (Chlamydia psittaci). Djuren får då starkt nedsatt kondition och dör i många fall om de inte får behandling. Sjukdomen sprids förutom vid parning också när ungen äter spillning från mamman, ett beteende som annars hjälper den att få rätt bakterieflora.
I början av 2000-talet kategoriserades koalan som livskraftig (LC) av IUCN men uppgraderades 2016 till sårbar (VU). 2017 rapporterade Världsnaturfonden en 53% minskning per generation i Queensland och en 26-procentig minskning i New South Wales. Populationer i Victoria och South Australia har tidigare bedömts vara livskraftiga, men Australian Koala Foundation menar att den totala populationsstorleken är överskattad och att den uppgår till färre än 100 000 adulta individer. Uppskattningar av beståndets storlek av IUCN anger 100 000–500 000 adulta individer.
Australian Koala Foundation skickade i maj 2019 skicka ut ett pressmeddelande som varnade för att koalan kan vara funktionellt utdöd. Detta påstående ifrågasattes dock på grund av brist på data. Efter de stora bränderna vintern 2019, då upp till 80 procent av koalans habitat påverkades, uppgav samma organisation att koalan nu är funktionellt utdöd, eftersom den snabbt minskande populationen kommer att minska ännu mer på grund av svält.
Benämningen koala kommer från den australiska ursprungsbefolkningens språk, och betyder "djuret som aldrig dricker". Vanligtvis anses eukaplyptusblad både ge näring och tillräckligt med vatten för att kunna täcka koalans vätskebehov. I samband med långvarig torka, som förvärras av bränder och ökande medeltemperaturer som också anses påverka bladens vattenhalt, ses dock ofta koalor som söker upp vattensamlingar för att stilla sin törst.

### I kulturen
Koalans utseende har gjort att den ofta kopplas samman med och ibland anses vara förebild för teddybjörnen.